# NGC 3004
NGC 3004 este o galaxie situată în constelația Ursa Mare. A fost descoperită în 25 ianuarie 1851 de către William Parsons, 3rd Earl of Rosse⁠(d).